# Стоян Жулев
Стоян Илиев Жулев е политик от БКП.

## Биография
През 1957 година завършва ВХТИ, а от 1959 е член на БКП. Работи в завод „8 март“, където е бил началник цех и главен инженер. От 1964 до 1967 е началник на управление в Министерството на леката промишленост, заместник-министър на леката промишленост (1967 – 1971), първи заместник-министър на леката промишленост (1971 – 1972) и накрая министър на леката промишленост (1972 – 1980). В периода 1976 – 1990 година е член на ЦК на БКП. Между 1980 и 1988 е посланик на България в САЩ. След това до 1990 става председател на Българската асоциация за отдих и туризъм. След 1990 издава справочна литература, а после ръководи частна фирма за лекарства. През юни 2011 г. стартира блог, в който анализира политически, социални и икономически въпроси.